# Tanggulanom
Tanggulanom is een bestuurslaag in het regentschap Temanggung van de provincie Midden-Java, Indonesië. Tanggulanom telt 2795 inwoners (volkstelling 2010).